# Manduca jasminearum
Manduca jasminearum is een vlinder uit de familie van de pijlstaarten (Sphingidae). Manduca jasminearum werd in beschreven door Félix Édouard Guérin-Méneville.